# Winkelhausen (Odenthal)
Winkelhausen ist ein Wohnplatz in Oberodenthal der Gemeinde Odenthal  im Rheinisch-Bergischen Kreis.

## Lage und Beschreibung
Winkelhausen liegt an einem Hang an einer Sackgasse nordwestlich von Scheuren.

## Geschichte
Aus einer erhaltenen Steuerliste von 1586 geht hervor, dass die Ortschaft Teil der Honschaft Breidbach im Kirchspiel Odenthal war.
Die Topographia Ducatus Montani des Erich Philipp Ploennies, Blatt Amt Miselohe, belegt, dass der Wohnplatz 1715 als Höfe kategorisiert wurde und mit Winkelhusen bezeichnet wurde.
Carl Friedrich von Wiebeking benennt die Hofschaft auf seiner Charte des Herzogthums Berg 1789 als Winkelhausen. Aus ihr geht hervor, dass Winkelhausen zu dieser Zeit Teil von Oberodenthal in der Herrschaft Odenthal war.
Unter der französischen Verwaltung zwischen 1806 und 1813 wurde die Herrschaft aufgelöst und Winkelhausen wurde politisch der Mairie Odenthal im Kanton Bensberg zugeordnet. 1816 wandelten die Preußen die Mairie zur Bürgermeisterei Odenthal im Kreis Mülheim am Rhein.
Der Ort ist auf der Topographischen Aufnahme der Rheinlande von 1824 und auf der Preußischen Uraufnahme von 1840 als Winkelhausen verzeichnet. Ab der Preußischen Neuaufnahme von 1892 ist er auf Messtischblättern regelmäßig als Winkelhausen oder ohne Namen verzeichnet.
| Jahr | Einwohner | Wohn- gebäude | Kategorie  |
| ---- | --------- | ------------- | ---------- |
| 1822 | 10        |               | Ackergut   |
| 1830 | 11        |               | Ackergüter |
| 1845 | 11        | 2             | Ackergüter |
| 1871 | 13        | 2             | Hofstelle  |
| 1885 | 6         | 2             | Ortschaft  |
| 1895 | 9         | 2             | Ortschaft  |
| 1905 | 12        | 3             | Ortschaft  |